# راسموس بي. أندرسون
راسموس بي. أندرسون (بالإنجليزية: Rasmus Bjørn Anderson)‏ هو لغوي ودبلوماسي ومترجم أمريكي، ولد في 12 يناير 1846، وتوفي في 2 مارس 1936.

## وصلات خارجية
- راسموس بي. أندرسون على موقع إن إن دي بي (الإنجليزية)